# 昌楽県
昌楽県（しょうらく-けん）は、中華人民共和国山東省濰坊市に位置する県。

## 歴史
962年（建隆3年）に昌楽県が設置される。1983年濰坊市轄県となる。

## 行政区画
- 街道：宝都街道、宝城街道、朱劉街道、城南街道、五図街道
- 鎮：喬官鎮、鄌郚鎮、紅河鎮、営丘鎮